# Сент-Монтен
Сент-Монте́н (фр. Sainte-Montaine) — коммуна во Франции, находится в регионе Центр. Департамент — Шер. Входит в состав кантона Обиньи-сюр-Нер. Округ коммуны — Вьерзон.
Код INSEE коммуны — 18227.

## География
Коммуна расположена приблизительно в 155 км к югу от Парижа, в 60 км юго-восточнее Орлеана, в 50 км к северу от Буржа.
По территории коммуны протекает небольшая река Бут-Вив.

## Население
Население коммуны на 2008 год составляло 212 человек.
| 1962 | 1968 | 1975 | 1982 | 1990 | 1999 | 2008 |
| ---- | ---- | ---- | ---- | ---- | ---- | ---- |
| 216  | 253  | 226  | 233  | 206  | 170  | 212  |

## Администрация
| Период | Период | Фамилия        | Партия | Примечания |
| ------ | ------ | -------------- | ------ | ---------- |
| 2001   | 2008   | Оливье Дебар   |        |            |
| 2008   | 2014   | Эрве де Помиер |        |            |

## Экономика
В 2007 году среди 148 человек в трудоспособном возрасте (15-64 лет) 117 были экономически активными, 31 — неактивными (показатель активности — 79,1 %, в 1999 году было 68,1 %). Из 117 активных работали 110 человек (62 мужчины и 48 женщин), безработных было 7 (4 мужчины и 3 женщины). Среди 31 неактивных 7 человек были учениками или студентами, 14 — пенсионерами, 10 были неактивными по другим причинам.

## Достопримечательности
- Приходская церковь Сент-Монтен (XV век)
- Часовня Бель Фонтен
- Феодальной мотт

## Фотогалерея
- Церковь Сент-Монтен
- Церковь Сент-Монтен
- Отель
- Карта коммуны